# لوریتس اشمیت
لوریتس اشمیت (انگلیسی: Lauritz Schmidt; ۱ مهٔ ۱۸۹۷ – ۲۷ ژوئن ۱۹۷۰) قایقران قایق بادبانی اهل نروژ بود.